# Lista de bairros de Campos dos Goytacazes
Esta é uma lista dos bairros e distritos do município de Campos dos Goytacazes, estado do Rio de Janeiro.

## Distritos
| Nº | Distrito                     | População (2022) | Densidade demográfica | Domícilios | Área total (km²) |
| -- | ---------------------------- | ---------------- | --------------------- | ---------- | ---------------- |
| 1  | Campos dos Goytacazes (sede) | 379 121          | 589,8 km²             | 175 267    | 642,75           |
| 2  | Dores de Macabu              | 9 670            | 25,6 km²              | 4 580      | 376,95           |
| 3  | Ibitioca                     | 3 311            | 16,9 km²              | 1 546      | 195,84           |
| 4  | Morangaba                    | 5 115            | 10,2 km²              | 2 515      | 497,22           |
| 5  | Morro do Coco                | 4 704            | 25,9 km²              | 2 398      | 181,18           |
| 6  | Mussurepe                    | 12 512           | 62,1 km²              | 10 622     | 201,16           |
| 7  | Santa Maria                  | 3 667            | 17,2 km²              | 2 047      | 212,17           |
| 8  | Santo Amaro de Campos        | 7 679            | 24,5 km²              | 7 489      | 313,21           |
| 9  | Santo Eduardo                | 4 082            | 16,7 km²              | 2 374      | 243,37           |
| 10 | São Sebastião de Campos      | 13 895           | 148,5 km²             | 6 616      | 93,57            |
| 11 | Serrinha                     | 1 315            | 5,8 km²               | 725        | 223,32           |
| 12 | Tocos                        | 7 446            | 20,4 km²              | 3 635      | 365,00           |
| 13 | Travessão                    | 25 477           | 90,7 km²              | 11 229     | 280,71           |
| 14 | Vila Nova de Campos          | 5 546            | 26,9 km²              | 3 025      | 206,05           |
| -  | Campos dos Goytacazes        | 483 540          | 77,228 km²            | 234 068    | 4 032,5 km²      |

## Subdistritos
| Nº | Subdistrito          | População (2022) | Densidade demográfica | Domícilios | Área total (km²) |
| -- | -------------------- | ---------------- | --------------------- | ---------- | ---------------- |
| 1  | Primeiro Subdistrito | 80 969           | 399,53 km²            | 37 699     | 202,66           |
| 2  | Segundo Subdistrito  | 121 215          | 1 589,18 km²          | 59 739     | 76,28            |
| 3  | Terceiro Subdistrito | 128 517          | 545,17 km²            | 55 777     | 235,74           |
| 4  | Quarto Subdistrito   | 48 420           | 378,06 km²            | 22 052     | 128,08           |

## Bairros
| Nº | Bairro                           | População (2022) | Domícilios | Área (km²) |
| -- | -------------------------------- | ---------------- | ---------- | ---------- |
|    | Alphaville                       |                  |            |            |
|    | Barão do Rio Branco              | 3587             | 1629       | 0,61 km²   |
|    | Bela Vista                       | 2157             | 992        | 0,29 km²   |
|    | Bela Vista - Fazendinha          |                  |            |            |
|    | Benta Pereira                    | 1898             | 918        | 0,32 km²   |
|    | Bonsucesso                       | 1082             | 488        | 0,22 km²   |
|    | Braga                            |                  |            |            |
|    | Caju                             | 3422             | 1604       | 0,58 km²   |
|    | Calabouço                        |                  |            |            |
|    | Carlos Lacerda                   | 809              | 357        | 0,10 km²   |
|    | Capão                            |                  |            |            |
|    | Centro                           | 8036             | 5505       | 1,77 km²   |
|    | Chácara João Ferreira            | 3098             | 1538       | 0,45 km²   |
|    | Cidade Luz                       | 3896             | 1660       | 0,45 km²   |
|    | Cidade Jardim                    |                  |            |            |
|    | Conselheiro Tomaz Coelho         | 5737             | 3435       | 0,88 km²   |
|    | Coroa                            |                  |            |            |
|    | Corrientes                       | 2439             | 1161       | 0,30 km²   |
|    | Custodópolis                     |                  |            |            |
|    | Donana                           |                  |            |            |
|    | Dr. Beda                         | 2377             | 945        | 0,30 km²   |
|    | Eldorado                         | 2640             | 1209       | 0,41 km²   |
|    | Esplanada                        | 4032             | 1649       | 0,35 km²   |
|    | Estância da Penha                |                  |            |            |
|    | Fazenda Grande                   | 6372             | 2977       | 0,95 km²   |
|    | Farol de São Thomé               |                  |            |            |
|    | Fundão                           | 3639             | 1718       | 0,40 km²   |
|    | Goitacazes                       |                  |            |            |
|    | Granja Campista                  |                  |            |            |
|    | Horto                            | 4566             | 2619       | 1,57 km²   |
|    | Ilha do Cunha                    |                  |            |            |
|    | Imperial                         |                  |            |            |
|    | IPS                              | 2226             | 1022       | 0,32 km²   |
|    | Jardim das Acácias               |                  |            |            |
|    | Jardim Carioca                   | 2237             | 1178       | 0,38 km²   |
|    | Jardim Flamboyant I              | 1395             | 751        | 0,24 km²   |
|    | Jardim Flamboyant II             | 2470             | 1359       | 0,31 km²   |
|    | Jardim Maria de Queiroz          | 2192             | 1248       | 0,27 km²   |
|    | Jockey Club (I e II)             |                  |            |            |
|    | Julião Nogueira                  |                  |            |            |
|    | Lapa                             | 1110             | 565        | 0,18 km²   |
|    | Matadouro                        |                  |            |            |
|    | Mineiros                         |                  |            |            |
|    | Nova Brasília                    |                  |            |            |
|    | Nova Campos                      |                  |            |            |
|    | Nova Goitacazes                  |                  |            |            |
|    | Novo Jockey                      |                  |            |            |
|    | Novo Mundo                       |                  |            |            |
|    | Parque Aeroporto                 |                  |            |            |
|    | Parque Alberto Torres            | 2340             | 1114       | 0,24 km²   |
|    | Parque Aldeia                    |                  |            |            |
|    | Parque Alvorada                  | 2288             | 1043       | 0,27 km²   |
|    | Parque Aurora                    | 3602             | 1706       | 0,51 km²   |
|    | Parque Bandeirantes              | 2836             | 1288       | 0,30 km²   |
|    | Parque Boa Vista                 |                  |            |            |
|    | Parque Califórnia                | 1779             | 891        | 0,26 km²   |
|    | Parque Ceasa                     |                  |            |            |
|    | Parque Céu Azul                  |                  |            |            |
|    | Parque Dom Bosco                 | 1092             | 584        | 0,18 km²   |
|    | Parque dos Rodoviários           | 292              | 128        | 0,07 km²   |
|    | Parque Fazendinha                | 1470             | 735        | 0,24 km²   |
|    | Parque João Seixas               |                  |            |            |
|    | Parque Guarús                    | 3230             | 1481       | 0,32 km²   |
|    | Parque José Alves Dias           |                  |            |            |
|    | Parque José do Patrocínio        |                  |            |            |
|    | Parque Leopoldina                |                  |            |            |
|    | Parque do Prado                  |                  |            |            |
|    | Parque Maciel                    |                  |            |            |
|    | Parque Niterói                   |                  |            |            |
|    | Parque Oliveira Botelho          |                  |            |            |
|    | Parque Pelinca                   | 4988             | 3031       | 0,42 km²   |
|    | Parque Prazeres                  |                  |            |            |
|    | Parque Presidente Vargas         |                  |            |            |
|    | Parque Rui Barbosa               |                  |            |            |
|    | Parque Rosário                   |                  |            |            |
|    | Parque São Benedito              |                  |            |            |
|    | Parque São Domingos              |                  |            |            |
|    | Parque São Jorge                 |                  |            |            |
|    | Parque São Mateus                |                  |            |            |
|    | Parque São Silvestre             |                  |            |            |
|    | Parque Salo Brand                |                  |            |            |
|    | Parque Santa Cecília             |                  |            |            |
|    | Parque Santa Clara               |                  |            |            |
|    | Parque Santa Helena              |                  |            |            |
|    | Parque Santa Rosa                |                  |            |            |
|    | Parque Santos Dumont             |                  |            |            |
|    | Parque Tarcísio Miranda          |                  |            |            |
|    | Parque Tropical                  |                  |            |            |
|    | Parque Villa Real                |                  |            |            |
|    | Parque Zuza Mota                 |                  |            |            |
|    | Prado                            | 2790             | 1324       | 0,71 km²   |
|    | Pecuária                         |                  |            |            |
|    | Penha                            | 4929             | 2166       | 0,66 km²   |
|    | Pomares                          |                  |            |            |
|    | Residencial Jardim Athenas       |                  |            |            |
|    | Residencial Jardim das Palmeiras |                  |            |            |
|    | Residencial Jardim Real          |                  |            |            |
|    | Residencial Jardim Veneza        |                  |            |            |
|    | Residencial Lapa (I e II)        |                  |            |            |
|    | Residencial Novo Horizonte       |                  |            |            |
|    | Residencial Santo Antônio        |                  |            |            |
|    | Residencial Village Tropical     |                  |            |            |
|    | Riachuelo                        |                  |            |            |
|    | São Caetano                      |                  |            |            |
|    | São José                         |                  |            |            |
|    | São Lino                         |                  |            |            |
|    | Santo Amaro                      |                  |            |            |
|    | Santo Amaro de Campos            |                  |            |            |
|    | Santo Antônio                    |                  |            |            |
|    | Saturnino Braga                  |                  |            |            |
|    | Solar da Penha                   |                  |            |            |
|    | Sumaré                           |                  |            |            |
|    | Tamandaré                        |                  |            |            |
|    | Tapera                           |                  |            |            |
|    | Terra Prometida                  |                  |            |            |
|    | Tocaia                           |                  |            |            |
|    | Turf Club                        |                  |            |            |
|    | Ururaí                           |                  |            |            |
|    | Valência Park                    |                  |            |            |
|    | Vera Cruz                        |                  |            |            |
|    | Vicente Dias                     |                  |            |            |
|    | Vila da Rainha                   |                  |            |            |
|    | Vila Industrial                  |                  |            |            |
|    | Vila Manhães                     |                  |            |            |
|    | Vivendas dos Coqueiros           |                  |            |            |